# Bass Pyramid
Bass Pyramid är en ö i Australien. Den ligger i delstaten Tasmanien, i den sydöstra delen av landet, omkring 340 kilometer norr om delstatshuvudstaden Hobart.